# هلن (فیلم ۲۰۱۹)
هلن (انگلیسی: Helen) فیلم هندی دلهره‌آور زنده مانی مالایالم -زبان، تولید سال ۲۰۱۹ است که کارگردانی آن بر عهده متوکوتی خاویر (اولین کار در حرفه کارگردانی) بود. نقش اول فیلم را آنا بن بازی کرده‌است و نقش‌های مکمل را لال، نوبل بابو توماس، اجو وارگهس، رونی دیوید و بینو پاپو بر عهده داشته‌اند.
این فیلم در روز ۱۵ نوامبر ۲۰۱۹ اکران شد. فیلم هلن برندهٔ دو جایزه فیلم ملی - بهترین فیلم اول یک کارگردان و بهترین چهره‌پرداز گردید و بن در بخش جایزه فیلم ایالت کرالا - جایزه ویژه هیئت داوران برنده شد.